# Polygala steudneri
Polygala steudneri är en jungfrulinsväxtart som beskrevs av Chod.. Polygala steudneri ingår i släktet jungfrulinssläktet, och familjen jungfrulinsväxter. Inga underarter finns listade i Catalogue of Life.